# Tammelinn
Tammelinn är en stadsdel i Tartu i Estland. Tammelinn ligger 74 meter över havet och antalet invånare är 8 153.